# 稲葉浩志
稲葉 浩志（いなば こうし、1964年〈昭和39年〉9月23日 - ）は、日本のシンガーソングライター。ロックユニットB'zのボーカリスト。
所属事務所はVERMILLION。所属レーベルはVERMILLION RECORDS。ソロでは作詞に加え、作曲やアレンジ、プロデュースなども担当している。

## 人物
岡山県津山市出身。実家は「イナバ化粧品店」を営んでいるほか、実兄は地元の老舗和菓子店「旬菓匠くらや」を経営している。従兄には旅行作家の稲葉なおとがおり、2019年発刊の小説『ホシノカケラ』では一部の設定がB'zと稲葉をモチーフにしている。
出身地の津山市から『第1回津山市市民栄誉賞』を授与されており、地元の観光協会は、稲葉のゆかりの地を地図にした「稲葉浩志君の想い出ロードマップ」を無料配布している。また、2019年には新しく「NEW 178 MEMORIAL ROAD」を作成している。化粧品店近くの川崎八幡神社には「B'z 稲葉浩志」と刻まれた玉垣がある。
津山市立林田小学校に入学、小学生の時には地元のソフトボールクラブとサッカースクールに入っていた。津山市立津山東中学校への入学・卒業を経て、岡山県立津山高等学校に進学、在学中はソフトテニス部に所属していた。高校時代の1年後輩に漫画家の胡桃ちのがいる。高校卒業後は地元を離れて横浜国立大学教育学部中学校教員養成課程（数学）に入学。大学時代は家庭教師、元町のサンドイッチ屋（現存せず）や髙島屋地下の惣菜屋でもアルバイトをしていた。教育実習になると、当時髪を伸ばしていた稲葉は実習先の中学校長から呼び出されて髪を切ってほしいことを示されると、1ミリも切りませんと言って教育実習をやめてしまった。大学の卒業式では稲葉のみ革ジャンとジーンズ姿で登校したが、式には不参加だった。なお、横浜国立大学の図書館に保管してある卒業アルバムは、稲葉が写っている集合写真やゼミの写真などがすべて破り取られていた。
B'zとしてデビューが決まっていた稲葉は、森友嵐士のインディーズ時代のライブに20本以上ゲスト出演しており、主に洋楽のカバーをセッションしてライブ経験を積んでいた。また、お互い教員免許を取得していたため（専攻は森友が化学、稲葉は数学）、「もし売れなかったら一緒に塾でもやろう」と話していたという。
趣味は、オートバイやサーフィン。ハーレーダビッドソンを所有しており、木村信也とカスタムバイクについての対談を公開している。また、格闘技を観戦することが好きであり、1番好きなプロレスラーにアントニオ猪木を挙げている。これまでにヴォルク・ハンやヒクソン・グレイシーなどについて述べているほか、福山雅治とUFCについての対談を公開している。福山は稲葉について「俺がこの世界で会った人の中で一番いい人だよ。邪気がないですよ。」と述べている。また、英語が堪能であり、2007年にB'zが「ハリウッド・ロックウォーク」に殿堂入りした際や、2011年にB'zがリンキン・パークと共演した際には、通訳を介さず海外メディアのインタビューに答えている。

### 体調管理
ライブツアー前の体調管理には細心の注意を払っており、2008年にテレビ放送されたNHKスペシャル『メガヒットの秘密 〜20年目のB'z〜』などでその一部が明らかになっている。稲葉自身はこれを「ツアー病」と呼んでおり、ライブ最終日を迎えるためにすべての生活を度が過ぎるくらいに神経質に管理してしまうという。後に、稲葉はNHKスペシャル放送後の反響について「色んなことに自分が我慢してやっているっていう風に思われているみたいで、そういう訳じゃないんだけど。元からお酒飲まないから、それに鶏鍋食べるのも好きだから食べているだけで。（中略）そんなに張り詰めた感じじゃないし、もっと楽しくやってますよ。」、「あの『Nスペ』の影響は大きくて、たまにお店でビールを頼もうものなら『えっ?』って言われちゃうので困ってるんですけど(笑)。」などと語っている。
喉に関しては『B'z LIVE-GYM '91〜'92 "IN THE LIFE"』の頃に声の調子が狂ったことから禁煙トレーニングを実行し、非喫煙者となった。後に、この頃の喉の不調は体を鍛え始めたことによってついた背中の筋肉が凝っていたことが原因であったと述べている。かつては喉に対しても過剰と言えるくらいの神経質な面を持ち合わせていたが、『B'z LIVE-GYM 2003 "BIG MACHINE"』の頃に喉を壊してからは、多少の開き直りも含めて神経質な感じはなくなったとしている。一般的にストイックな体調管理をしていると思われているが、稲葉としては厳格にきっちり行っているということではなく、自身の失敗による経験がデータとして蓄積されて現在に至っていると述べている。

## 音楽性

### 歌声
ギタリストのマーティ・フリードマンがバラエティ番組『笑っていいとも!』に出演した際、音楽のプロが選ぶ「今、一番歌が上手い男性歌手は?」という討論コーナーで稲葉を挙げており、「静から動に一瞬で変わる歌声のメリハリがすごい」と評した。

### 作詞
B'zでは曲先（松本孝弘が作った曲の原型がある状態で作詞をする）の場合がほとんどであるが、ソロでは曲先と詞先（何らかの詞がすでにあり、それに基づいて作曲をする）の場合がある。B'zとして活動を始めてから作詞をすることになったが、はじめは字を書いてそれを歌うことが恥ずかしかったという。また、英語の仮歌に日本語をのせていくことに違和感があってナーバスになることが多かったとも述べている。特に、B'zの2ndアルバム『OFF THE LOCK』制作時は曲がすでに出来上がっているのに詞が全然書けないためにすべての作業が遅れてしまい、憂鬱な日々を過ごしたという。後に、あの時苦しんで書き上げたことがすごく勉強になったと述べているが、アルバムを聴くと当時のことを思い出してどんよりした気持ちになると述べていたこともあった。4thアルバム『RISKY』の頃からは、言葉を使う意志がはっきりしてきたと述懐している。
作詞の基本姿勢について「言葉の種類も手法も自由に何でも使える。タブーを作らないで書くこと。」と述べている。また、松本の奏でるギター・ソロから歌詞のテーマが生まれてくることもあり、「音色は語るんです」としている。阿川佐和子と対談した際には「ロックの歌詞の定番みたいなものは、恥ずかしくて嫌だった。」、「ロックのサウンドに、僕のコモンセンスな歌詞がのったから新鮮だったんじゃないでしょうか。」と話している。

### 楽器演奏
ブルースハープやギターのほか、ピアノやパーカッション、マラカス、マンドリン、タンバリンなども演奏する。ブルースハープはライブやレコーディングで使用し、ブルーノートやベンド奏法を駆使した演奏を行う。ギターはソロのレコーディング時にギターソロを演奏することもある。また、ライブでアコースティック・ギターを演奏（稀にエレキギターも演奏）する時があるほか、ソロライブ以前からB'zのライブでアコースティック・ギターを演奏していた。

### 影響を受けたアーティスト
少年時代から兄の影響によりビートルズ、UFO、テン・イヤーズ・アフター、ディープ・パープル、レッド・ツェッペリン、ジェフ・ベックなどのレコードを聴いていた。また、ジューダス・プリーストやアイアン・メイデンも兄による影響があることを述べている。ハードロックやヘヴィメタル系のほかにもザ・クラッシュなどのパンク・ロックも聴いていたという。中学1年生のとき自分のお小遣いで初めて買ったアナログレコードがキッスのアルバム『ラヴ・ガン』だった。初めて観に行ったコンサートは倉敷市民会館で行われたポリスであった。憧れる声を持つアーティストとしてロッド・スチュワート、尊敬するボーカリストの1人にLOUDNESSの二井原実を挙げたことがあり、二井原の教則CD『VOICE "warm up & training"』を買っていたことを二井原との対談で明らかにしている。
これまでに雑誌のインタビューなどで稲葉が選んだアルバムには、次のようなものがある。
| アルバム名               | アーティスト名       |
| ------------------------ | -------------------- |
| ジギー・スターダスト     | デヴィッド・ボウイ   |
| タンゴ・ゼロ・アワー     | アストル・ピアソラ   |
| 土曜日の夜               | トム・ウェイツ       |
| 伝説のライヴ             | レッド・ツェッペリン |
| アビイ・ロード           | ザ・ビートルズ       |
| ロックス                 | エアロスミス         |
| 永遠の詩 (狂熱のライヴ)  | レッド・ツェッペリン |
| シアー・ハート・アタック | クイーン             |
| ワイアード               | ジェフ・ベック       |
| 鋼鉄の処女               | アイアン・メイデン   |

## 来歴

### 素人時代〜B'z結成まで
高校時代にギターの上手かった同級生に高い声が出るからという理由でバンド（バンド名は「ICBM」）のボーカルとして誘われた。人前で歌うことに恥ずかしさはあったが、誘ってくれた同級生のギター演奏をみんなに聞かせたいという想いから承諾した。文化祭での演奏当日はリハーサルのしすぎが原因で思うように声が出せず、この時の経験が音楽を続けていくきっかけになったと語っている。地元を離れて大学に進学した後の1985年には、当時のBeing音楽振興会（後のBeing Music School）に所属した。当時大学生で歌手を志していた稲葉は音楽雑誌『ロッキンf』に目を通していたところ、音楽制作会社ビーイングが主催していたボーカルスクール「Being音楽振興会」のスクール生募集の広告が目に留まった。その欄に当時ファンであったLOUDNESSなどのアーティストの名前が明記してあったため、「ここだな!」と思い通い始めたのが最初である。ボーカルスクールは小さいマンションにスクールのオフィスと、ドアだけ防音にした音を出せる部屋があり、そこでレッスンをしていた。レッスンはカラオケを使ったもので、自分の歌いたい歌、もしくは、講師の先生が勧めてくる曲を歌っていた。ボーカルスクールは歌のレッスンのみで、そこから事務所が「そこそこ使えそうな人間だな」と思うと、歌手活動への抜擢や、コーラスのバイトを任されたりする。そのため稲葉自身、自分のバンドは自分でやるしかないので、友達とバンド活動をしていた。BLIZARDのギタリストの松川敏也（RAN）のソロアルバム『BURNING』に謎のボーカリスト「Mr.CRAZY TIGER」として参加している。また、ビーイングの斡旋によりモデルの仕事も務めていた。大学卒業後にビーイングは稲葉をデビューさせるためのプロジェクトとして、事務所所属の若手ミュージシャンとともにバンド（通称「稲葉バンド」）を結成していた。このバンドには後にB'zのサポートメンバーとなる明石昌夫も参加していたが、メンバーチェンジを繰り返しながらバンドは自然消滅した。なお、稲葉はこの時期に、あるメジャー・レーベルのバンドのオーディションを2回受けたが、どちらも受からなかったという。
一方、スタジオ・ミュージシャンやコンサートのサポート・ミュージシャンなどで活動しながら自身のバンド結成に向けて動いていたギタリストの松本孝弘は、ビーイング社長であり音楽プロデューサーでもあった長戸大幸から稲葉の歌声が入った1本のデモテープを渡されると、稲葉をボーカルに採用することを決め、音楽ユニット「B'z」として1stシングル『だからその手を離して』、1stアルバム『B'z』の同時発売でデビューした。アルバムでは「Nothing To Change」以外のすべての曲を作詞している。

### 1988年（デビュー後） - 2008年
B'zとしてメジャー・デビューした後はB'zが活動の中心であったが、前田亘輝の2ndアルバム『Feel Me』には稲葉がデビュー前に作曲を手掛けた曲を収録している。1990年には坪倉唯子（B.B.クィーンズ）の2ndアルバム『Loving You』に「Heaven In My Heart」を作詞提供している。
1991年10月からは、それまで松本と2人で務めてきたラジオレギュラー番組『B'z WAVE-GYM』が稲葉のみの出演となり、番組名も『COME ON B'z WAVE-GYM』と改称した（1994年3月29日放送終了）。
稲葉は、B'zのアルバム『The 7th Blues』レコーディングの頃からスタジオ作業に具体的な興味が湧いてきたと述べている。次のアルバム『LOOSE』のレコーディングからは制作当初から稲葉が参加するようになり、B'zのシングル『ねがい』では稲葉が初めて編曲にクレジットされた。また、ローウェル・フルソンが1969年に発表した「TRAMP」を稲葉がアレンジしたカバーが、1996年発売のビーイングによるブルースカバーのコンピレーション・アルバム『J-BLUES BATTLE Vol.1』に収録されている。
1997年1月29日、1stアルバム『マグマ』を発売し、オリコンチャートで初登場1位となってミリオンセラーを達成した。シングルやタイアップ曲がないオリジナル・アルバムがミリオンセラーとなったのは、史上初のことであった。翌年には1stシングル『遠くまで』を発売し、音楽番組『ミュージックステーションスーパーライブ』に出演した。1999年にはJ-FRIENDSによるシングル「Next 100 Years」の日本語詞を担当した。
2002年、2ndアルバム『志庵』を発売し、本作もオリコンチャートで初登場1位となった。シングルやタイアップ曲がないオリジナル・アルバムが2作連続で初登場1位となり、これも史上初となった。
2003年には大阪のライブハウス「hills パン工場 cafe」において事前予告なくWAGの前座として登場し、初のソロライブを行った。その後、B'zとして活動している間に2ndシングル『KI』を発売、「AKATSUKI」のギターには春畑道哉が参加した。また、松本孝弘による邦楽のカバー・アルバム『THE HIT PARADE』に「勝手にしやがれ」にボーカル、「SPINNING TOE-HOLD」にブルースハープで参加した。
2004年、3rdシングル『Wonderland』発売後、初のソロライブツアーとなる『稲葉浩志 LIVE 2004 〜en〜』を開催した。シングル発売時には『ミュージックステーション』、『HEY!HEY!HEY! MUSIC CHAMP』、『うたばん』などの音楽番組に相次いで出演したほか、ツアーの間にはロック・フェスティバル『THE ROCK ODYSSEY 2004』と『SUMMER SONIC 04』に出演した。ツアー終了直後には3rdアルバム『Peace Of Mind』を発売した。
2005年にdoaの1stアルバム『open_d』に「Siren」を作詞提供し、ブルースハープで参加した。2006年は宇浦冴香に「Sha la la -アヤカシNIGHT-」を提供したほか、翌年には稲葉が作詞やすべての作曲・プロデュースを手掛けた宇浦の1stアルバム『Juke Vox』が発売となった。

### 2009年 -
2009年、スラッシュのソロ・プロジェクトにゲストボーカリストとして参加したシングル『SAHARA〜feat. 稲葉浩志』が発売された。
2010年は4thシングル『Okay』を発売、ギターにはスティーヴィー・サラスが参加している。4thアルバム『Hadou』発売後にはライブツアー『Koshi Inaba LIVE 2010 〜enII〜』を開催した。なお、この頃発売の雑誌『GQ JAPAN』では表紙を飾っている。『SUMMER SONIC 2010』東京公演では、出演したスラッシュのゲストボーカリストとしてサプライズで登場し、「SAHARA」を披露した。
2014年、自身のオフィシャルWEBサイト『en-zine』開設と同時に配信限定シングル『念書』をリリース。その後、『泣きながら』、『Stay Free』と3ヶ月連続で配信限定シングルをリリース後、5thアルバム『Singing Bird』を発売した。スペシャルコンテンツとして不定期での対談企画が始まり、福山雅治との「UFC対談」を公開したほか、品川ステラボールでの10日間公演となるライブ『Koshi Inaba LIVE 2014 〜en-ball〜』を開催し、最終日は日本国内の映画館でライブビューイングを開催した。ライブ終了後は二井原実との「Vocalist対談」を公開した。また、配信限定シングル『Saturday』をリリースした。 木村信也との「カスタムバイク対談 in LA」を公開した。
2016年、5thシングルとなる『羽』を発売、「羽」のギターには高崎晃が参加している。前年にはソロとして17年ぶりに『ミュージックステーションスーパーライブ』に出演、またバラエティ番組『SMAP×SMAP』の新春スペシャルに出演しSMAPと「羽」をセッションした。シングル発売後は立川談春との「落語対談」を公開したほか、ライブツアー『Koshi Inaba LIVE 2016 〜enIII〜』を開催し、最終公演をHuluで生配信した。また、HOHNERから10ホールズハーモニカでは世界で5人目、日本人初となるシグネチャー・ブルースハープ『Koshi Inaba Signature Blues Harp』が発売された。その後、コーセー「スポーツ ビューティ」CMソングに起用されていた「YELLOW」を配信限定でリリースした。
2017年、WOWOWの特別番組として放送した錦織圭との「テニス対談」のディレクターズカット版を公開したほか、スティーヴィー・サラスとコラボレーションした「INABA / SALAS」としてのアルバム『CHUBBY GROOVE』を発売、ライブツアー『INABA / SALAS “CHUBBY GROOVE TOUR 2017”』を開催した。ツアーは追加公演を行ったほか、『SUMMER SONIC 2017』、MIYAVIやMade in Asiaと共演した『INABA／SALAS, MIYAVI, Made in Asia』、上海で開催した『SUMMER SONIC 2017 SHANGHAI』にも出演した。
2018年、LOUDNESS主宰のイベント『METAL WEEKEND』第4弾にゲスト出演した（松本も出演）。
2020年、木村拓哉の1stアルバム『Go with the Flow』に「One and Only」を作詞提供した。約3年ぶりに「INABA／SALAS」としてアルバム『Maximum Huavo』を発売した。
2021年、桜井和寿との「Vocalist対談」を公開したほか、GLAYのYouTube公式チャンネルではTERUとの対談動画も公開された。
2022年、アメリカ合衆国の3Dコンピュータアニメーション・ジュークボックス・ミュージカル・コメディ映画『SING/シング: ネクストステージ』の日本語吹替版にて、伝説のロックシンガー「クレイ・キャロウェイ」の声優を務めた。稲葉にとって声優の仕事は初となった。
2023年、ソロとしては約7年ぶりとなる『Koshi Inaba LIVE 2023 〜en-eX〜』を開催した。翌日の1月28日にはライブで先行披露した「BANTAM」を配信限定シングルとしリリースした。2月1日と2月2日には横浜アリーナにて『Koshi Inaba LIVE 2023 〜en3.5〜』を開催した。5月19日、YouTubeのTHE FIRST TAKEに「羽 feat. DURAN」を公開。5月26日には「Stray Hearts」を配信限定シングルとしリリースした。
2024年、Reebokのインスタポンプフューリー30周年を記念しコラボレーションしたシューズ『INSTAPUMP FURY 94 MAGMA＜BLACK / ORANGE＞&＜WHITE / RED＞』を発売、またソロでは初のCMに出演した。6月、Zepp Hanedaにて約10年ぶりとなるレジデンシー公演『Koshi Inaba LIVE 2024 〜en-Zepp〜』にて開催、6thアルバム『只者』を発売、ソロとしては約8年ぶりとなる全国ツアー『Koshi Inaba LIVE 2024 〜enⅣ〜』を開催した。アルバム発売後に発行された『anan』で初めて女性誌の表紙を飾った。9月30日、NHK総合で放送された音楽番組『tiny desk concerts JAPAN』のレギュラー放送初回に出演。放送後、アメリカの公共放送National Public RadioのYouTubeチャンネルとNHKのYouTubeチャンネルにて公開された。
2025年、約5年ぶりに「INABA／SALAS」の活動を再開、アルバム『ATOMIC CHIHUAHUA』を発売後、3月からは約8年ぶりとなるライブツアー「INABA／SALAS TOUR 2025 -Never Goodbye Only Hello-」を開催した。

## 評価
オリコンが主催する一般男性から募集した「男性が選ぶ“なりたい顔”ランキング」（芸能人全体）では、2009年に10位、2011年に9位、2012年に5位、2013年に6位、2014年に7位、2018年に5位、2019年には1位にランクインした。また、「男性が憧れる理想のボディランキング」では2018年に3位、2019年には2位にランクインしている。2019年に行ったgoo主催の「生きる伝説と思うアーティストランキング」では1位にランクインした。音楽専門誌『Player』の企画「PLAYER READER'S POLL」の「BEST VOCALIST」部門では2007年から2011年まで5年連続1位、2013年から2016年まで4年連続1位、2018年と2019年では2年連続1位にランクインした。

## エピソード
俳優の勝新太郎は稲葉を一目見るなり「裕次郎以来最高の男」と感じ「俳優をやらないか」とスカウトしたが、稲葉は歌手活動をしていることを理由に断ったという。勝はその後B'zのファンとなり兄若山富三郎の遺品も稲葉にあげるほどの交流を持った。

## 賞・記録

### 受賞歴
日本ゴールドディスク大賞
- 『第12回日本ゴールドディスク大賞』ロック・アルバム・オブ・ザ・イヤー『マグマ』

### オリコン記録
シングル
- シングル1位獲得作品数：5作
- シングル連続1位獲得作品数：5作
- ソロ1stシングルからの連続1位獲得作品数歴代1位タイ

アルバム
- アルバム1位獲得作品数：6作
- アルバム連続1位獲得作品数：6作

### その他
- 『第1回津山市市民栄誉賞』[10]

## ディスコグラフィ
※「1st」「2nd」などの表記は、B'zの公式ファンクラブ「B'z Party」会報誌『be with|』に掲載している「DISCOGRAPHY」を参照している。

### アルバム
|     | 発売日        | タイトル      | 規格       | 規格品番  |
| --- | ------------- | ------------- | ---------- | --------- |
| 1st | 1997年1月29日 | マグマ        | CD         | BMCR-7012 |
| 2nd | 2002年10月9日 | 志庵          | CD         | BMCV-8006 |
| 3rd | 2004年9月22日 | Peace Of Mind | CD+DVD     | BMCV-8012 |
| 3rd | 2004年9月22日 | Peace Of Mind | CD         | BMCV-8013 |
| 4th | 2010年8月18日 | Hadou         | CD+DVD     | BMCV-8032 |
| 4th | 2010年8月18日 | Hadou         | CD         | BMCV-8033 |
| 5th | 2014年5月21日 | Singing Bird  | CD+DVD     | BMCV-8044 |
| 5th | 2014年5月21日 | Singing Bird  | CD         | BMCV-8045 |
| 6th | 2024年6月24日 | 只者          | CD+DVD     | BMZV-8067 |
| 6th | 2024年6月24日 | 只者          | CD+Blu-ray | BMZV-8068 |
| 6th | 2024年6月24日 | 只者          | CD         | BMZV-8069 |

|     | 発売日        | タイトル         | 規格                 | 規格品番  |
| --- | ------------- | ---------------- | -------------------- | --------- |
| 1st | 2017年1月18日 | CHUBBY GROOVE    | CD+DVD               | BMCV-8050 |
| 1st | 2017年1月18日 | CHUBBY GROOVE    | CD                   | BMCV-8051 |
| 2nd | 2020年4月15日 | Maximum Huavo    | CD+オリジナルTシャツ | BMCV-8057 |
| 2nd | 2020年4月15日 | Maximum Huavo    | CD+DVD               | BMCV-8058 |
| 2nd | 2020年4月15日 | Maximum Huavo    | CD+Blu-ray           | BMCV-8059 |
| 2nd | 2020年4月15日 | Maximum Huavo    | CD                   | BMCV-8060 |
| 3rd | 2025年2月26日 | ATOMIC CHIHUAHUA | CD+ミニトートバッグ  | BMCV-8071 |
| 3rd | 2025年2月26日 | ATOMIC CHIHUAHUA | CD+DVD               | BMCV-8072 |
| 3rd | 2025年2月26日 | ATOMIC CHIHUAHUA | CD+Blu-ray           | BMCV-8073 |
| 3rd | 2025年2月26日 | ATOMIC CHIHUAHUA | CD                   | BMCV-8074 |

### シングル

#### CDシングル
|     | 発売日         | タイトル   | 規格           | 規格品番  | 収録アルバム      |
| --- | -------------- | ---------- | -------------- | --------- | ----------------- |
| 1st | 1998年12月16日 | 遠くまで   | CD             | BMCR-7031 | 未収録            |
| 2nd | 2003年6月11日  | KI         | CD             | BMCV-5002 | 未収録            |
| 3rd | 2004年7月14日  | Wonderland | CD             | BMCV-4001 | 『Peace Of Mind』 |
| 4th | 2010年6月23日  | Okay       | CD+DVD         | BMCV-4012 | 『Hadou』         |
| 4th | 2010年6月23日  | Okay       | CD             | BMCV-4013 | 『Hadou』         |
| 5th | 2016年1月13日  | 羽         | CD+DVD         | BMCV-4016 | 未収録            |
| 5th | 2016年1月13日  | 羽         | CD+Blu-ray     | BMCV-4017 | 未収録            |
| 5th | 2016年1月13日  | 羽         | CD             | BMCV-4018 | 未収録            |
| 5th | 2016年1月13日  | 羽         | CD+DVD+Blu-ray | BMCV-4019 | 未収録            |

#### 配信限定シングル
|     | 発売日        | タイトル     | 収録アルバム     |
| --- | ------------- | ------------ | ---------------- |
| 1st | 2014年2月26日 | 念書         | 『Singing Bird』 |
| 2nd | 2014年3月26日 | 泣きながら   | 『Singing Bird』 |
| 3rd | 2014年4月23日 | Stay Free    | 『Singing Bird』 |
| 4th | 2014年7月30日 | Saturday     | 未収録           |
| 5th | 2016年8月24日 | YELLOW       | 未収録           |
| 6th | 2023年1月28日 | BANTAM       | 『只者』         |
| 7th | 2023年5月26日 | Stray Hearts | 『只者』         |

### 映像作品
| 発売日         | タイトル                          | タイトル                          | 規格     | 規格品番        | 規格品番        |
| -------------- | --------------------------------- | --------------------------------- | -------- | --------------- | --------------- |
| 2004年12月22日 | LIVE 2004 〜en〜                  | LIVE 2004 〜en〜                  | VHS      | ONVX-7044       | ONVX-7044       |
| 2004年12月22日 | LIVE 2004 〜en〜                  | LIVE 2004 〜en〜                  | DVD      | ONBD-7044〜7045 | ONBD-7044〜7045 |
| 2011年2月16日  | Koshi Inaba LIVE 2010 〜enII〜    | Koshi Inaba LIVE 2010 〜enII〜    | DVD      | BMBV-5011〜5012 | BMBV-5011〜5012 |
| 2011年2月16日  | Koshi Inaba LIVE 2010 〜enII〜    | Koshi Inaba LIVE 2010 〜enII〜    | Blu-ray  | BMXV-5011       | BMXV-5011       |
| 2015年11月18日 | Koshi Inaba LIVE 2014 〜en-ball〜 | Koshi Inaba LIVE 2014 〜en-ball〜 | DVD      | BMBV-5027〜5028 | BMBV-5027〜5028 |
| 2015年11月18日 | Koshi Inaba LIVE 2014 〜en-ball〜 | Koshi Inaba LIVE 2014 〜en-ball〜 | Blu-ray  | BMXV-5027       | BMXV-5027       |
| 2016年8月3日   | Koshi Inaba LIVE 2016 〜enIII〜   | Koshi Inaba LIVE 2016 〜enIII〜   | DVD      | BMBV-5031～5032 | BMBV-5031～5032 |
| 2016年8月3日   | Koshi Inaba LIVE 2016 〜enIII〜   | Koshi Inaba LIVE 2016 〜enIII〜   | Blu-ray  | BMXV-5031       | BMXV-5031       |
| 2025年8月27日  | Koshi Inaba LIVE 2024 〜enIV〜    | Koshi Inaba LIVE 2024 〜enIV〜    | DVD      | BMBV-5054〜5056 | BMBV-5054〜5056 |
| 2025年8月27日  | Koshi Inaba LIVE 2024 〜enIV〜    | Koshi Inaba LIVE 2024 〜enIV〜    | Blu-ray  | BMXV-5054〜5055 | BMXV-5054〜5055 |
| 2025年9月24日  | Koshi Inaba LIVE 2024 〜en-Zepp〜 | en-Zepp 1                         | DVD      | BMBV-5057       | BMBV-5057       |
| 2025年9月24日  | Koshi Inaba LIVE 2024 〜en-Zepp〜 | en-Zepp 1                         | Blu-ray  | BMXV-5057       | BMXV-5057       |
| 2025年9月24日  | Koshi Inaba LIVE 2024 〜en-Zepp〜 | en-Zepp 2                         | DVD      | BMBV-5058       | BMBV-5058       |
| 2025年9月24日  | Koshi Inaba LIVE 2024 〜en-Zepp〜 | en-Zepp 2                         | Blu-ray  | BMXV-5058       | BMXV-5058       |
| 2025年9月24日  | Koshi Inaba LIVE 2024 〜en-Zepp〜 | en-Zepp 3                         | DVD      | BMBV-5059       | BMBV-5059       |
| 2025年9月24日  | Koshi Inaba LIVE 2024 〜en-Zepp〜 | en-Zepp 3                         | Blu-ray  | BMXV-5059       | BMXV-5059       |
| 2025年9月24日  | Koshi Inaba LIVE 2024 〜en-Zepp〜 | en-Zepp 4                         | DVD      | BMBV-5060       | BMBV-5060       |
| 2025年9月24日  | Koshi Inaba LIVE 2024 〜en-Zepp〜 | en-Zepp 4                         | Blu-ray  | BMXV-5060       | BMXV-5060       |
| 2025年9月24日  | Koshi Inaba LIVE 2024 〜en-Zepp〜 | en-Zepp 5                         | DVD      | BMBV-5061       | BMBV-5061       |
| 2025年9月24日  | Koshi Inaba LIVE 2024 〜en-Zepp〜 | en-Zepp 5                         | Blu-ray  | BMXV-5061       | BMXV-5061       |
| 2025年9月24日  | Koshi Inaba LIVE 2024 〜en-Zepp〜 | en-Zepp 6                         | DVD      | BMBV-5062       | BMBV-5062       |
| 2025年9月24日  | Koshi Inaba LIVE 2024 〜en-Zepp〜 | en-Zepp 6                         | Blu-ray  | BMXV-5062       | BMXV-5062       |
| 2025年9月24日  | Koshi Inaba LIVE 2024 〜en-Zepp〜 | COMPLETE CUBE                     | 7DVD     | BMBV-5063       | BMBV-5063       |
| 2025年9月24日  | Koshi Inaba LIVE 2024 〜en-Zepp〜 | COMPLETE CUBE                     | 7Blu-ray | BMXV-5063       | BMXV-5063       |

### 書籍
| 発売日        | タイトル                                          | 出版社           | ISBN          |
| ------------- | ------------------------------------------------- | ---------------- | ------------- |
| 2023年7月10日 | [完全予約受注生産] 稲葉浩志作品集「シアン」特装版 | 株式会社KADOKAWA | 9784041132302 |
| 2023年5月29日 | 稲葉浩志作品集「シアン」SELECTION版               | 株式会社KADOKAWA | 9784048975711 |

### 収録作品
| 発売日         | タイトル                                                   | 収録曲       | 規格 | 備考                                                       |
| -------------- | ---------------------------------------------------------- | ------------ | ---- | ---------------------------------------------------------- |
| 2003年12月10日 | THE BEST OF DETECTIVE CONAN 2 〜名探偵コナン テーマ曲集2〜 | 「Overture」 | CD   |                                                            |
| 2004年10月27日 | It's TV SHOW 〜TBSテレビ&フジテレビ 主題歌&テーマ曲BEST〜  | 「CHAIN」    | 2CD  |                                                            |
| 2009年12月     | BEST HIT BEING                                             | 「遠くまで」 | 4CD  | ビーイングによる通信販売限定のコンピレーション・アルバム。 |
| 2020年3月25日  | THE BEST OF DETECTIVE CONAN 6 〜名探偵コナン テーマ曲集6〜 | 「羽」       | 2CD  |                                                            |

### 提供作品
| アーティスト           | 作詞・作曲 | タイトル                      | 収録作品                                        |
| ---------------------- | ---------- | ----------------------------- | ----------------------------------------------- |
| 前田亘輝               | 作曲       | 「FEEL ME, TOUCH ME」         | 『Feel Me』                                     |
| 前田亘輝               | 作曲       | 「LONESOME TOWN」             | 『Feel Me』                                     |
| 坪倉唯子               | 作詞       | 「Heaven In My Heart」        | 『Loving You』                                  |
| 坪倉唯子               | 作詞       | 「GO-GO-GIRLS」               | 『I Wanna Be Myself』                           |
| スティーヴ・ヴァイ     | 作詞       | 「ASIAN SKY」                 | 『ウルトラ・ゾーン』                            |
| J-FRIENDS              | 日本語訳詞 | 「Next 100 Years」            |                                                 |
| doa                    | 作詞       | 「Siren」                     | 『open_d』『doa Best Selection "MIDDLE COAST"』 |
| 上木彩矢               | 作詞       | 「ピエロ」                    | 『Secret Code』                                 |
| 宇浦冴香               | 作詞作曲   | 「Sha la la -アヤカシNIGHT-」 | 『Juke Vox』                                    |
| 宇浦冴香               | 作詞作曲   | 「マイミライ」                | 『Juke Vox』                                    |
| 宇浦冴香               | 作詞作曲   | 「果実」                      | 『Juke Vox』                                    |
| 宇浦冴香               | 作詞作曲   | 「DIET NOW!」                 | 『Juke Vox』                                    |
| 宇浦冴香               | 作詞作曲   | 「フィクション天国」          | 『Juke Vox』                                    |
| 宇浦冴香               | 作詞作曲   | 「JOURNEY」                   | 『Juke Vox』                                    |
| 宇浦冴香               | 作曲       | 「休憩時間10分」              | 『Juke Vox』                                    |
| 宇浦冴香               | 作曲       | 「友達以上恋人未満」          | 『Juke Vox』                                    |
| 宇浦冴香               | 作曲       | 「君を想い眠る夜は」          | 『Juke Vox』                                    |
| 宇浦冴香               | 作曲       | 「絶不調」                    | 『Juke Vox』                                    |
| 宇浦冴香               | 作曲       | 「オトシモノ」                | 『Juke Vox』                                    |
| スティーヴィー・サラス | 作曲       | 「Head On Collision」         | 『BE WHAT IT IS』                               |
| キム・ヒョンジュン     | 作詞       | 「HEAT」                      | 『UNLIMITED』                                   |
| 木村拓哉               | 作詞       | 「One and Only」              | 『Go with the Flow』                            |
| Ado                    | 作詞       | 「DIGNITY」                   | 29th Single『DIGNITY』                          |

### 参加作品
| アーティスト             | タイトル                               | 収録作品                                                     |
| ------------------------ | -------------------------------------- | ------------------------------------------------------------ |
| 早川めぐみ               | 「グッバイ・ジェーン」                 | 『METAL VERSION』                                            |
| 早川めぐみ               | 「アイ・ウォナ・ロック」               | 『METAL VERSION』                                            |
| 松川敏也                 | 全曲（Mr.CRAZY TIGER名義）             | 『BURNING』                                                  |
| Various Artists          | 「FUN FUN FUN」                        | 『PLAYERS POLE POSITION Vol.2 SURFIN' U.S.A.』               |
| Various Artists          | 「I GET AROUND」                       | 『PLAYERS POLE POSITION Vol.2 SURFIN' U.S.A.』               |
| Various Artists          | 「I SAW MAMMY KISSING SANTA CLAUS」    | 『PLAYERS POLE POSITION Vol.3 DANCE TO THE CHRISTMAS CAROL』 |
| Various Artists          | 「SANTA CLAUS IS COMING TO TOWN」      | 『PLAYERS POLE POSITION Vol.3 DANCE TO THE CHRISTMAS CAROL』 |
| TOUGH BANANA             | 「L'esprit d'Afrique」                 | 『TOUGH BANANA』                                             |
| TOUGH BANANA             | 「Crasin' over you」                   | 『TOUGH BANANA』                                             |
| TOUGH BANANA             | 「J'en ai mare」                       | 『TOUGH BANANA』                                             |
| TOUGH BANANA             | 「Ca va pas」                          | 『TOUGH BANANA』                                             |
| TOUGH BANANA             | 「Silver machine」                     | 『TOUGH BANANA』                                             |
| 前田亘輝                 | 全曲                                   | 『SMASH』                                                    |
| 坪倉唯子                 | 「Shooting Star」                      | 『Loving You』                                               |
| 松本孝弘                 | 「Jammin' of The Guitar」              | 『Wanna Go Home』                                            |
| Various Artists          | 「TRAMP」                              | 『J-BLUES BATTLE Vol.1』                                     |
| Various Artists          | 「TRAMP」                              | 『J-BLUES compilation at the BEING studio』                  |
| シェーン・ガラース       | 「TIME TO FEED」                       | 『Primer』                                                   |
| TAK MATSUMOTO            | 「勝手にしやがれ」                     | 『THE HIT PARADE』                                           |
| TAK MATSUMOTO            | 「SPINNING TOE-HOLD」                  | 『THE HIT PARADE』                                           |
| スティーヴィー・サラス   | 「Pumpin It Up」                       | 『ザ・ソウルブラスターズ・オブ・ザ・ユニヴァース』           |
| スティーヴィー・サラス   | 「Police On My Back」                  | 『Jam Power』                                                |
| スラッシュ               | 「SAHARA〜feat. 稲葉浩志」             | 『スラッシュ』                                               |
| ライオット・オン・マーズ | 「Movin' On」                          | 『First Wave』                                               |
| TK from 凛として時雨     | 「As long as I love（with 稲葉浩志）」 | 『As long as I love / Scratch（with 稲葉浩志）』             |
| TK from 凛として時雨     | 「Scratch （with 稲葉浩志）」          | 『As long as I love / Scratch（with 稲葉浩志）』             |

### その他楽曲
- TRAMP
  - ローウェル・フルソンが1969年に発表した曲のカバーだが、アレンジはかなり異なっている。ソロ作品には未収録だが、ビーイングのカバー・コンピレーション・アルバム『J-BLUES BATTLE Vol.1』と、『J-BLUES compilation at the BEING studio』に収録されている。
- タイトル不明
  - ライブツアー『Koshi Inaba LIVE 2016 〜enIII〜』のエンディングSEとして流された未発表曲。同名の映像作品のエンドロールで流れている。
- ダンスはうまく踊れない
  - 井上陽水の楽曲のカバー。フジテレビ系ドラマ『あなたがしてくれなくても』挿入歌[157]。

### 未CD化曲
- Receive You [Reborn]
  - 『龍が如く』の初代テーマソングである「Receive You」をリメイクした楽曲。

## ライブ

### サポート・メンバー
| 名前                            | パート     | 参加公演 |
| ------------------------------- | ---------- | --- |
| 麻井寛史                        | ベース     | 『THURSDAY LIVE at hillsパン工場 "ROCK NIGHT" OPENING ACT』                                                                             |
| 綿貫正顕                        | ギター     | 『THURSDAY LIVE at hillsパン工場 "ROCK NIGHT" OPENING ACT』                                                                             |
| 山口昌人                        | ドラムス   | 『THURSDAY LIVE at hillsパン工場 "ROCK NIGHT" OPENING ACT』                                                                             |
| 小島良喜                        | キーボード | 『Inaba Koshi LIVE 2004 〜en〜』 『THE ROCK ODYSSEY 2004』 『SUMMER SONIC 04』                                                          |
| 麻井寛史                        | ベース     | 『Inaba Koshi LIVE 2004 〜en〜』 『THE ROCK ODYSSEY 2004』 『SUMMER SONIC 04』                                                          |
| 大賀好修                        | ギター     | 『Inaba Koshi LIVE 2004 〜en〜』 『THE ROCK ODYSSEY 2004』 『SUMMER SONIC 04』                                                          |
| 綿貫正顕                        | ギター     | 『Inaba Koshi LIVE 2004 〜en〜』 『THE ROCK ODYSSEY 2004』 『SUMMER SONIC 04』                                                          |
| 山口昌人                        | ドラムス   | 『Inaba Koshi LIVE 2004 〜en〜』 『THE ROCK ODYSSEY 2004』 『SUMMER SONIC 04』                                                          |
| 徳永暁人                        | コーラス   | 『Inaba Koshi LIVE 2004 〜en〜』 『THE ROCK ODYSSEY 2004』 『SUMMER SONIC 04』                                                          |
| 大田紳一郎                      | コーラス   | 『Inaba Koshi LIVE 2004 〜en〜』 『THE ROCK ODYSSEY 2004』 『SUMMER SONIC 04』                                                          |
| 小野塚晃                        | キーボード | 『Koshi Inaba LIVE 2010 〜enII〜』 |
| コリー・マコーミック            | ベース     | 『Koshi Inaba LIVE 2010 〜enII〜』 |
| ヨギ・ロニチ                    | ギター     | 『Koshi Inaba LIVE 2010 〜enII〜』 |
| ジョシュ・グーチ                | ギター     | 『Koshi Inaba LIVE 2010 〜enII〜』 |
| シェーン・ガラース              | ドラムス   | 『Koshi Inaba LIVE 2010 〜enII〜』 |
| 大島こうすけ                    | キーボード | 『Koshi Inaba LIVE 2014 〜en-ball〜』 『Koshi Inaba LIVE 2016 〜enIII〜』                                                               |
| コリー・マコーミック            | ベース     | 『Koshi Inaba LIVE 2014 〜en-ball〜』 『Koshi Inaba LIVE 2016 〜enIII〜』                                                               |
| Duran                           | ギター     | 『Koshi Inaba LIVE 2014 〜en-ball〜』 『Koshi Inaba LIVE 2016 〜enIII〜』                                                               |
| JUON                            | ギター     | 『Koshi Inaba LIVE 2014 〜en-ball〜』 『Koshi Inaba LIVE 2016 〜enIII〜』                                                               |
| SATOKO                          | ドラムス   | 『Koshi Inaba LIVE 2014 〜en-ball〜』 『Koshi Inaba LIVE 2016 〜enIII〜』                                                               |
| アンプ・フィドラー              | キーボード | 『INABA / SALAS “CHUBBY GROOVE TOUR 2017”』 『SUMMER SONIC 2017』 『INABA／SALAS, MIYAVI, Made in Asia』 『SUMMER SONIC SHANGHAI 2017』 |
| スチュアート・ゼンダー          | ベース     | 『INABA / SALAS “CHUBBY GROOVE TOUR 2017”』 『SUMMER SONIC 2017』 『INABA／SALAS, MIYAVI, Made in Asia』 『SUMMER SONIC SHANGHAI 2017』 |
| マット・シェロッド              | ドラムス   | 『INABA / SALAS “CHUBBY GROOVE TOUR 2017”』 『SUMMER SONIC 2017』 『INABA／SALAS, MIYAVI, Made in Asia』 『SUMMER SONIC SHANGHAI 2017』 |
| アルマンド・サバルレッコ        | ベース     | 『INABA／SALAS "the First of the Last Big Tours 2020"』 『METROCK 2020』                                                                |
| シュティー・ゲフェラー          | ドラムス   | 『INABA／SALAS "the First of the Last Big Tours 2020"』 『METROCK 2020』                                                                |
| サム・ポマンティ                | キーボード | 『INABA／SALAS "the First of the Last Big Tours 2020"』 『METROCK 2020』                                                                |
| プレクサス・プレイ              | キーボード | 『INABA／SALAS "the First of the Last Big Tours 2020"』 『METROCK 2020』                                                                |
| サム・ポマンティ                | キーボード | 『Koshi Inaba LIVE 2023 〜en-eX〜』 『Koshi Inaba LIVE 2023 〜en3.5〜』                                                                 |
| DURAN                           | ギター     | 『Koshi Inaba LIVE 2023 〜en-eX〜』 『Koshi Inaba LIVE 2023 〜en3.5〜』                                                                 |
| 徳永暁人                        | ベース     | 『Koshi Inaba LIVE 2023 〜en-eX〜』 『Koshi Inaba LIVE 2023 〜en3.5〜』                                                                 |
| 鈴木英哉 (JEN) from Mr.Children | ドラムス   | 『Koshi Inaba LIVE 2023 〜en-eX〜』 『Koshi Inaba LIVE 2023 〜en3.5〜』                                                                 |
| サム・ポマンティ                | キーボード | 『Koshi Inaba LIVE 2024 〜en-Zepp〜』 『Koshi Inaba LIVE 2024 〜enⅣ〜』                                                                 |
| DURAN                           | ギター     | 『Koshi Inaba LIVE 2024 〜en-Zepp〜』 『Koshi Inaba LIVE 2024 〜enⅣ〜』                                                                 |
| 徳永暁人                        | ベース     | 『Koshi Inaba LIVE 2024 〜en-Zepp〜』 『Koshi Inaba LIVE 2024 〜enⅣ〜』                                                                 |
| シェーン・ガラース              | ドラムス   | 『Koshi Inaba LIVE 2024 〜en-Zepp〜』 『Koshi Inaba LIVE 2024 〜enⅣ〜』                                                                 |
| サム・ポマンティ                | キーボード | 『INABA／SALAS TOUR 2025 -Never Goodbye Only Hello-』                                                                                   |
| アルマンド・サバルレッコ        | ベース     | 『INABA／SALAS TOUR 2025 -Never Goodbye Only Hello-』                                                                                   |
| マット・シェロッド              | ドラムス   | 『INABA／SALAS TOUR 2025 -Never Goodbye Only Hello-』                                                                                   |

## 出演

### ラジオ
- 東海ラジオ『COME ON B'z WAVE-GYM』（1991年10月3日 - 1994年3月29日）
- ニッポン放送『稲葉浩志のオールナイトニッポンGOLD』（2016年1月15日）[173]

### 特別番組
- 『稲葉浩志ソロ・ワークス02 〜B'zから離れ一人になるとき〜』（2002年10月20日、NHK BShi）[174]
- 『Koshi Inaba LIVE 2016 〜enIII〜』（2016年3月6日、Hulu）[175]
- 『錦織圭 × 稲葉浩志「テニス対談」』（2016年12月31日、WOWOW）[93]
- 『INABA / SALAS「CHUBBY GROOVE」特集』（2017年1月21日、3月12日、3月25日、6月18日、WOWOW）[176]
- 『INABA / SALAS “CHUBBY GROOVE TOUR 2017”』（2017年3月25日、6月18日、WOWOW）[177][178]
- 『INABA／SALAS 2020 スペシャル』（2020年4月18日、WOWOW）[179]
- 『稲葉浩志 Special Interview Program』（2024年10月19日、WOWOW）[180]
- 『Koshi Inaba LIVE 2024 ～enⅣ～』（2024年11月23日、WOWOW）[180]

### en-zine スペシャルコンテンツ
- 『福山雅治 × 稲葉浩志 UFC対談』（2014年5月29日 - ）[29][181]
- 『二井原実 × 稲葉浩志 Vocalist対談』（2014年6月23日 - ）[60][182]
- 『木村信也 × 稲葉浩志 カスタムバイク対談 in LA』（2014年10月1日 - ）[26][183]
- 『立川談春 × 稲葉浩志 落語対談』（2016年1月15日 - ）[88][184][185]
- 『錦織圭 × 稲葉浩志 テニス対談 ディレクターズカット版』（2017年1月1日 - ）[92][93]
- 『桜井和寿 × 稲葉浩志 Vocalist対談』（2021年5月14日 - ）[186]
- 『中田英寿 × 稲葉浩志 en-zine対談』（2024年6月28日 - ）[187][188]

### 映画
- SING/シング: ネクストステージ（2022年3月18日公開、東宝東和） - クレイ・キャロウェイ 役 ※日本語吹替版。声の出演[189]

### CM
- Reebok × Koshi Inaba『INSTAPUMP FURY 94 MAGMA』[113][114]

## タイアップ一覧
| 年     | 曲                              | タイアップ先                                                                  |
| ------ | ------------------------------- | ----------------------------------------------------------------------------- |
| 1998年 | 遠くまで                        | TBS系『王様のブランチ』エンディングテーマ                                     |
| 1998年 | 遠くまで                        | テレビ朝日系『スーパーJチャンネル』エンディングテーマ                         |
| 1998年 | CHAIN                           | TBS系『スーパーサッカー』テーマソング                                         |
| 1998年 | Not Too Late                    | 『第78回全国高等学校ラグビーフットボール大会』テーマソング                    |
| 2002年 | Overture                        | 読売テレビ・日本テレビ系アニメ『名探偵コナン』エンディングテーマ              |
| 2003年 | AKATSUKI                        | 日本テレビ系『最強魂』エンディングテーマ                                      |
| 2003年 | AKATSUKI                        | 日本テレビ系『K1 JAPAN』テーマソング                                          |
| 2004年 | Wonderland                      | TBS系『恋するハニカミ!』テーマソング                                          |
| 2006年 | 赤い糸                          | 読売テレビ・日本テレビ系アニメ『結界師』エンディングテーマ                    |
| 2010年 | この手をとって走り出して        | TBS系『NEWS23クロス』エンディングテーマ                                       |
| 2014年 | oh my love                      | オリンパス「OM-D E-M10」CMソング                                              |
| 2015年 | 水路                            | WOWOWドラマ『誤断』主題歌                                                     |
| 2016年 | 羽                              | 読売テレビ・日本テレビ系アニメ『名探偵コナン』オープニングテーマ              |
| 2016年 | BLEED                           | セガゲームス『龍が如く 極』テーマソング                                       |
| 2016年 | Receive You [Reborn]            | セガゲームス『龍が如く 極』挿入歌                                             |
| 2016年 | YELLOW                          | コーセー「スポーツ ビューティ」CMソング                                       |
| 2017年 | TROPHY（INABA／SALAS）          | WOWOWテニス2017シーズンイメージソング                                         |
| 2017年 | AISHI-AISARE（INABA／SALAS）    | NTTドコモ dヒッツ「秘めた想い」篇 CMソング                                    |
| 2017年 | OVERDRIVE（INABA／SALAS）       | ポルシェジャパン新型「パナメーラ」イメージソング                              |
| 2020年 | Demolition Girl（INABA／SALAS） | 日本テレビ系『スッキリ!!』4月テーマソング                                     |
| 2023年 | BANTAM                          | 日本テレビ系『スッキリ』2月エンディングテーマ                                 |
| 2023年 | Stray Hearts                    | フジテレビ系ドラマ『あなたがしてくれなくても』主題歌                          |
| 2023年 | ダンスはうまく踊れない          | フジテレビ系ドラマ『あなたがしてくれなくても』挿入歌                          |
| 2023年 | 我が魂の羅針                    | スマートフォン向けシミュレーションRPG『アスタータタリクス』エンディングテーマ |
| 2024年 | Starchaser                      | TCK（東京シティ競馬）2024年度CMイメージソング                                 |
| 2024年 | NOW                             | Reebok × Koshi Inaba『INSTAPUMP FURY 94 MAGMA』CMソング                       |
| 2025年 | EVERYWERE（INABA／SALAS）       | TBS系列『ひるおび』3月エンディングテーマ                                      |